# Wolfsberger AC
Der Wolfsberger Athletiksport Club (durch ein Sponsoring offiziell RZ Pellets Wolfsberger Athletiksport Club), bekannt als Wolfsberger AC oder einfach nur WAC, ist ein Fußballverein aus der Stadt Wolfsberg in Kärnten. Der Verein hat 20 Saisonen in der zweithöchsten österreichischen Spielklasse vorzuweisen. Durch eine Kooperation mit dem SK St. Andrä trat der Verein von 2007 bis 2012 unter den Namen Wolfsberger AC/St. Andrä in der Ersten Liga an und spielt nach dem Aufstieg seit der Saison 2012/13 in der Bundesliga, der höchsten Spielklasse im österreichischen Fußball. Der größte Erfolg der Vereinsgeschichte ist der Gewinn des ÖFB Cups 2025.

## Geschichte
Der Wolfsberger AC (meist in Kurzform als WAC bezeichnet) wurde 1931 von Adolf Ptazcowsky, Karl Weber, Hermann Maierhofer, Franz Hafner und Michael Schlacher gegründet. Nach einer Rumpfmeisterschaft im Frühjahr 1946 hatte er die Berechtigung, in der ab 8. September begonnenen ersten vollen Nachkriegs-Saison in der aus nur einer Gruppe bestehenden 1. Klasse, die praktisch für zwei Spieljahre die damalige Kärntner Landesliga darstellte, teilzunehmen, musste aber schon nach einem Jahr ohne Punktegewinn wieder absteigen.

### 1931–1967: Die frühen Vereinsjahre
1952, mittlerweile war die Struktur der Ligen und Klassen geändert bzw. erweitert worden (u. a. gab es ab 1949/50 die Tauernliga, die praktisch auf regionaler Ebene die zweithöchste Liga Österreichs war), gelang die Rückkehr als Titelträger der 1. Klasse B und bereits 1955 beendeten die Wolfsberger die Liga auf dem zweiten Endrang. Dieser war gleichbedeutend mit der Teilnahme an der Relegation zur Tauernliga. Dank Siegen von 4:3 und 3:2 gegen den SV St. Veit/Glan gelang der Aufstieg. Ab 1956/57 wurde die Tauernliga allerdings in einer Gruppe Nord (mit den Salzburger) und einer Gruppe Süd (mit den Kärntner Vereinen) gespielt. In der Gruppe Süd hatte der WAC in der Meisterschaft mit den „Magnesitlern“ von der WSG Radenthein 1956/57 um Rang eins gekämpft, wurde aber mit vier Punkten Abstand Zweiter. Nur ein Jahr später folgte der Abstieg in die Landesliga.

### 1968–1991: Etablierung in der Nationalliga
Nachdem der Wolfsberger AC lange Zeit keine bedeutende Rolle in der Landesliga gespielt hatte, kam unter Sektionsleiter Hugo Reinprecht ein neuer Aufschwung. Schließlich gelang 1968 der erste Platz und damit der Aufstieg in die seit 1959/60 installierte Regionalliga Mitte, welche damals die Tauernliga abgelöst hatte und nun die regionale Gruppe der zweithöchsten österreichischen Liga darstellte. Die Schwarz-Weißen mauserten sich bald zum Stamminventar der zweiten Spielstufe und konnten – nach Ablöse der drei Regionalligen durch die neue eingleisige Nationalliga (von 1973/74 auf 1974/75) – auch hierfür als Zweiter 1973/74 die direkte Qualifikation schaffen. Der Abstieg im neunten Zweitligajahr in Serie 1976/77 konnte mit dem sofortigen Wiederaufstieg und überlegenem Gewinn der Landesliga mit nur zwei Niederlagen abgefedert werden. In den anschließenden Aufstiegsspielen setzte sich der WAC gegen den FC Union Wels und Red Star Knittelfeld durch.
In der 2. Division, wie die Nationalliga nun hieß, blieben die Wolfsberger, auch wenn sie nicht um den Aufstieg mitspielten, weitere sieben Jahre erhalten, ehe 1984/85 der zweite Abstieg erfolgte. Zweimal gelang es den Wölfen noch als Kärntner Landesmeister in die 2. Division zurückzukehren (beide Male in der Relegation gegen den steirischen Meister TSV Hartberg und den oberösterreichischen Meister SV Ried), diese erwies sich aber sowohl 1988/89 als auch 1990/91 als zu stark.

### 1992–2012: Von der Unterliga bis in die Bundesliga
1994 wurde der Verein Gründungsmitglied der neuen Regionalliga Mitte als dritte Leistungsstufe. Der WAC fand sich in den Anfangsjahren zumeist im Aufstiegsrennen wieder, musste aber letztlich 2002 absteigen. Die Rückkehr gelang in den darauf folgenden Spielzeiten nicht mehr. In der Saison 2003/04 musste der WAC sogar in die Unterliga absteigen, aus der man – mittlerweile bereits mit der Bezeichnung WAC/St. Andrä ausgestattet – als Zweiter der Saison 2005/06 wieder in die Landesliga aufstieg.
2007 wurde eine Kooperation mit dem Nachbarn SK St. Andrä beschlossen. Die beiden Vereine arbeiteten daraufhin eng zusammen, blieben aber formal eigenständig: „Zentrale Bereiche beider Vereine wie Administration, Verwaltung, Wirtschaft, Marketing, Gastronomie sowie der sportliche Bereich als Herzstück (Kampfmannschaften und Nachwuchszentrum) werden zentral von der ebenfalls neu geschaffenen Geschäftsstelle des WAC/St. Andrä von Wolfsberg aus geleitet.“ Die Spielgemeinschaft WAC/St. Andrä trat zunächst in der drittklassigen Regionalliga Mitte an, und nach dem Aufstieg 2010 in der Ersten Liga.
In der Saison 2011/12 wurde der WAC eine Runde vor Schluss Meister der Ersten Liga und schaffte den Aufstieg in die Bundesliga. Gleichzeitig wurde die Kooperation mit dem SK St. Andrä beendet. Somit trat der Verein in der Bundesliga ab der damaligen Zeit als Wolfsberger AC auf, für die Jahre vor der Fusion mit St. Andrä wurde die Bezeichnung WAC alt gewählt.

### 2013–2017: Zwischen Europa und Abstiegskampf
In seiner ersten Bundesliga-Saison 2012/13 verpasste der WAC nur knapp den 4. Platz, der zu einer Teilnahme an der Qualifikation zur UEFA Europa League 2013/14 berechtigt hätte. Das letzte Spiel gegen Wacker Innsbruck ging nach 2:0-Führung noch mit 2:3 verloren, so dass der Aufsteiger am Ende Rang 5 belegte. Die großen sportlichen Erfolge machten auf den Erfolgstrainer aufmerksam: Nenad Bjelica war nicht zu halten und wechselte nach der Saison zum FK Austria Wien. Neuer Coach wurde der bisherige Co-Trainer Slobodan Grubor.
Nachdem in der Saison 2013/14 in den ersten sieben Spielen nur zwei Punkte erreicht wurden, und der WAC sich auf dem letzten Tabellenplatz befand, wurde Dietmar Kühbauer als neuer Trainer eingestellt. Unter dessen sportlicher Leitung schaffte es die Mannschaft dann letztendlich doch, diese Saison mit einem sicheren siebenten Platz zu beenden. Die Saison 2014/15 begann mit einer Überraschung, denn nach dem achten Saisonspiel übernahm der Wolfsberger AC die Spitze der Tabelle und war somit als erste Kärntner Fußballmannschaft in der Position des Tabellenführenden der Bundesliga. Nach dem 36. Spieltag stand der WAC auf dem 5. Tabellenplatz. Mit einer Gesamtpunktezahl von 52 Zählern wurde das beste Ergebnis der Vereinsgeschichte erzielt.
Durch den Cup-Sieg von Meister Red Bull Salzburg (qualifiziert für die UEFA Champions League) wurde der dritte Startplatz in der UEFA Europa League frei. Dadurch rückte der WAC nach und startet in der 2. Qualifikationsrunde der UEFA Europa League, wo man das belarussische Team von FK Schachzjor Salihorsk zweimal (1:0 und 2:0) besiegte und die dritte Qualifikationsrunde erreichen konnte. In dieser traf Wolfsberg auf den achtmaligen deutschen Meister Borussia Dortmund. Das Hinspiel ging in Klagenfurt mit 0:1, das Rückspiel in Dortmund 0:5 verloren. Nach der 16. Runde, als man Tabellenletzter war, wurde Trainer Kühbauer entlassen und durch Heimo Pfeifenberger ersetzt, mit dem noch der 6. Tabellenrang erreicht wurde. Die Saison 2016/17 wurde recht lange zufriedenstellend absolviert, lange schien der WAC mit dem Abstieg nichts zu tun zu haben. Doch in der letzten Meisterschaftsphase wurden Punktezuwächse immer seltener, ehe in der vorletzten Runde mit einem 1:1 beim SKN St. Pölten aus eigener Kraft der Klassenerhalt geschafft wurde.
Die Saison 2017/18 verlief für den WAC erfolglos. Zwischen der 6. Runde und der 22. Runde konnte man kein einziges Spiel in der Bundesliga gewinnen. Nach 5 Niederlagen in Serie und einem 1:5 bei Rapid in der 27. Runde wurde Trainer Pfeifenberger entlassen. Der bisherige Co-Trainer Robert Ibertsberger übernahm interimistisch bis Saisonende. In der 33. Runde wurde mit einem 1:0-Sieg bei St. Pölten der 9. Platz und somit der Klassenerhalt fixiert. Nach der Saison wurde Christian Ilzer, welcher zuvor mit dem TSV Hartberg in die Bundesliga aufgestiegen war, neuer Cheftrainer.

### Seit 2018: Aufstieg zur österreichischen Spitzenmannschaft
Während die Großvereine der österreichischen Bundesliga wie der SK Rapid Wien, SK Sturm Graz oder Austria Wien mit sportlichen und teilweise wirtschaftlichen Problemen zu kämpfen hatten, stieg der WAC durch einen Umbruch zur Spitzenmannschaft auf und ist seitdem eine Konstante im oberen Play-off.

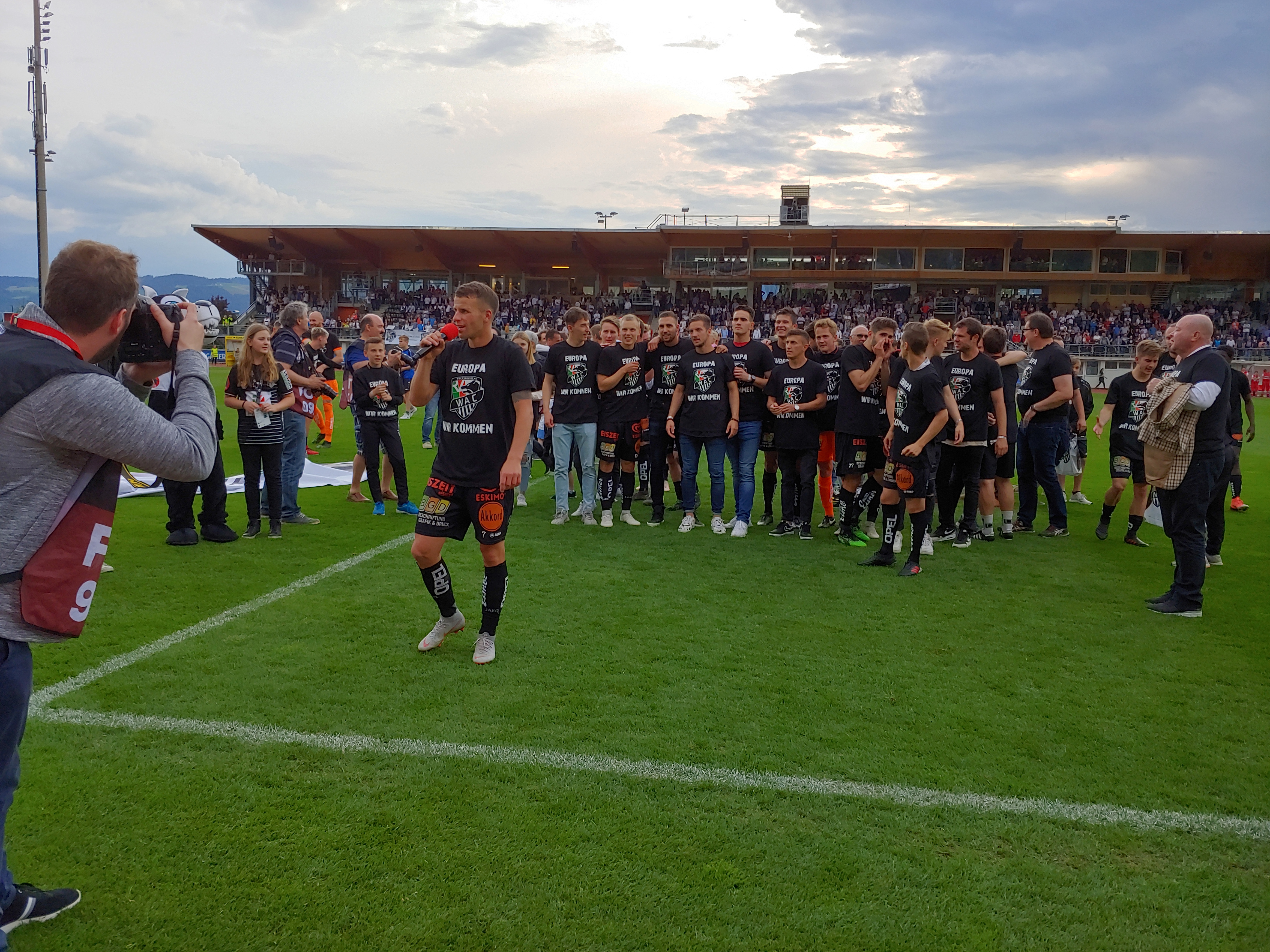
Erstmalige Europa-League-Teilnahme

Vor der Saison 2018/19 startete man eine Transferoffensive. Große Namen wie Lukas Schmitz, Michael Liendl oder Michael Novak verstärkten das „Wolfsrudel“ und man erreichte das bislang beste Ergebnis mit Rang 3, wodurch man sich für die Gruppenphase der UEFA Europa League 2019/20 qualifizierte. Neuer Cheftrainer ist Gerhard Struber, nachdem Ilzer den WAC in Richtung Austria Wien verlassen hat. Das erste Spiel in der Europa League wurde am 19. September 2019 auswärts bei Borussia Mönchengladbach mit 4:0 gewonnen. Zwei Wochen später erreichte man ein 1:1 gegen AS Rom im Heimspiel, wobei die Heimpartien des WAC in der Merkur Arena in Graz ausgetragen werden, da die Lavanttal-Arena in Wolfsberg nicht die UEFA-Lizenzen erfüllte und das Klagenfurter Wörthersee Stadion aufgrund einer Kunstaktion nicht bespielbar ist. Es folgten zwei Niederlagen gegen den türkischen Club Istanbul Basaksehir. Nach einer knappen 0:1-Heimniederlage gegen Mönchengladbach hatten die Kärntner keine Chance mehr auf den Aufstieg. Mit einem 2:2 in Rom verabschiedeten sich die Wolfsberger aus dem Europacup.
In der Winterpause folgte ein weiterer Trainerwechsel, da sich Cheftrainer Gerhard Struber dem FC Barnsley anschloss und Interimstrainer Mo Sahli wieder in die Rolle des Co-Trainers schlüpfte. Unter Ferdinand Feldhofer konnte man ein weiteres Mal den 3. Rang erreichen, was gleichbedeutend mit einer weiteren Europa-League-Teilnahme war. Mit Shon Weissman stellte der WAC auch den Torschützenkönig 2019/20.
Der Saisonstart 2020/21 verlief äußerst erfolgreich, und man konnte trotz der anhaltenden COVID-19-Pandemie für Furore sorgen. Durch Siege gegen Feyenoord Rotterdam  und ZSKA Moskau stieg man als Gruppenzweiter erstmals ins Sechzehntelfinale der UEFA Europa League auf, wo gegen Tottenham Hotspur das Aus folgte. Im Anschluss gab es Turbulenzen, da es zu einem Machtkampf zwischen Kapitän Liendl und Trainer Feldhofer gekommen war. Infolgedessen trat Feldhofer zurück und mit Interimstrainer Roman Stary erreichte man Platz 5 zu Saisonende.
Ohne Europa-League-Teilnahme, aber mit Robin Dutt als neuen Cheftrainer begann die Saison 2021/22 mit einem spielerischen und taktischen Umbruch. Im Herbst 2021 gab es erstmals 6 Siege in Folge. Den Grunddurchgang beendeten die Wolfsberger punktgleich mit dem Zweitplatzierten Sturm Graz auf Rang 3. In der Meistergruppe verlor man jedoch die ersten fünf Spiele und rutschte zwischenzeitlich auf den letzten Platz ab. Mit drei Siegen, einem Unentschieden und einer Niederlage konnte dank einer starken Rückserie doch noch der Vierte Platz, welcher zur Teilnahme an der Europa-Conference-League-Qualifikation berechtigt, erreicht werden. Im ÖFB-Cup war erst im Halbfinale gegen den späteren Sieger, Red Bull Salzburg, im Elfmeterschießen Schluss.
In der Qualifikation zur Conference-League scheiterten die Kärntner in der Saison 2022/23 im Playoff am Molde FK und in der Liga lief es deutlich schlechter als in der Vorsaison: Nach 20 Runden belegte der WAC nur Rang neun und hatte bereits keine Chance mehr auf die Meistergruppe, die damit erstmals überhaupt verpasst wurde, woraufhin Dutt im März 2023 entlassen wurde. Manfred Schmid wurde als neuer Trainer verpflichtet. Die Saison wurde in der Qualifikationsgruppe noch mit dem siebten Platz beendet, der für die Europa-League-Play-offs qualifizierte, man scheiterte jedoch am SC Austria Lustenau mit 1:2 n. V. Der ÖFB-Cup endete für Wolfsberg im Viertelfinale gegen SK Rapid Wien (1:3 n. V.).
Die Saison 2023/24 endete wie schon in der Vorsaison mit dem siebten Platz und auch beim Europa-League-Play-off Halbfinale scheiterte man gegen den FK Austria Wien mit 1:2. Nach der Saison verließ Schmidt das Wolfsrudel. Im ÖFB-Cup war bereits im Achtelfinale Schluss gegen DSV Leoben (5:4 n. E.).

### ÖFB-Pokalsieg in der Saison 2024/25
Zur Saison 2024/25 kehrte Dietmar Kühbauer als Trainer zum WAC zurück. Der Verein schloss den Grunddurchgang auf Platz vier ab und sicherte sich so die Teilnahme an der Meistergruppe. Dort hatten die Kärntner bis zum letzten Spieltag realistische Chancen auf den Titel. Am letzten Spieltag kam man jedoch „nur“ zu einem 1:1 bei Sturm Graz, das den Steirern zum zweiten Meistertitel in Folge reichte. Dem WAC fehlte am Ende ein Tor zum ersten Bundesliga-Titel der Vereinsgeschichte.
Im ÖFB-Cup zogen die Kärntner mit einem Sieg gegen LASK Linz im Halbfinale erstmals in ihrer Vereinsgeschichte ins Endspiel ein und trafen dort auf den TSV Hartberg, der überraschend Pokalrekordsieger Austria Wien bezwungen hatte und ebenfalls zum ersten Mal im Finale stand. Mit einem 1:0-Sieg über den TSV Hartberg gewann der Wolfsberger AC am 1. Mai 2025 den Österreichischen Fußball-Cup.
Das erste Pflichtspiel der neuen Saison bestritten die Kärntner am 25. Juli. Der amtierende Cup-Sieger gewann in der ersten Runde des ÖFB-Cup mit 3:1 beim SV Wallern. Eine Woche später, im Zuge des ersten Spieltags der Bundesliga-Saison 2025/26, mussten die Wolfsberger eine 0:2-Niederlage gegen Altach wegstecken. In der dritten Qualifikationsrunde zur Europa League holte der WAC im Hinspiel ein torloses Remis bei PAOK Saloniki. Wenige Tage darauf gelang ein 2:0-Sieg bei der Wiener Austria am zweiten Spieltag.

### Europapokalbilanz
| Saison  | Wettbewerb                    | Runde                  | Gegner                   | Gesamt | Hin     | Rück          |
| ------- | ----------------------------- | ---------------------- | ------------------------ | ------ | ------- | ------------- |
| 2015/16 | UEFA Europa League            | 2. Qualifikationsrunde | FK Schachzjor Salihorsk  | 3:0    | 1:0 (A) | 2:0 (H)       |
| 2015/16 | UEFA Europa League            | 3. Qualifikationsrunde | Borussia Dortmund        | 0:6    | 0:1 (H) | 0:5 (A)       |
| 2019/20 | UEFA Europa League            | Gruppenphase           | Borussia Mönchengladbach | 4:1    | 4:0 (A) | 0:1 (H)       |
| 2019/20 | UEFA Europa League            | Gruppenphase           | AS Rom                   | 3:3    | 1:1 (H) | 2:2 (A)       |
| 2019/20 | UEFA Europa League            | Gruppenphase           | Istanbul Başakşehir FK   | 0:4    | 0:1 (A) | 0:3 (H)       |
| 2020/21 | UEFA Europa League            | Gruppenphase           | PFK ZSKA Moskau          | 2:1    | 1:1 (H) | 1:0 (A)       |
| 2020/21 | UEFA Europa League            | Gruppenphase           | Feyenoord Rotterdam      | 5:1    | 4:1 (A) | 1:0 (H)       |
| 2020/21 | UEFA Europa League            | Gruppenphase           | Dinamo Zagreb            | 0:4    | 0:1 (A) | 0:3 (H)       |
| 2020/21 | UEFA Europa League            | Sechzehntelfinale      | Tottenham Hotspur        | 1:8    | 1:4 (H) | 0:4 (A)       |
| 2022/23 | UEFA Europa Conference League | 3. Qualifikationsrunde | Gżira United             | 4:0    | 0:0 (H) | 4:0 (A)       |
| 2022/23 | UEFA Europa Conference League | Play-offs              | Molde FK                 | 1:4    | 1:0 (A) | 0:4 (H)       |
| 2025/26 | UEFA Europa League            | 3. Qualifikationsrunde | PAOK Thessaloniki        | 0:1    | 0:0 (A) | 0:1 n. V. (H) |
| 2025/26 | UEFA Conference League        | Play-offs              | Omonia Nikosia           | -:-    | -:- (H) | -:- (A)       |

Gesamtbilanz: 24 Spiele, 8 Siege, 5 Unentschieden, 11 Niederlagen, 23:33 Tore (Tordifferenz −10)

## Bundesligamannschaft

### Trainerteam
Stand: 1. Juli 2024
| Funktion        | Name              | Geburtsdatum | Nationalität | beim Verein seit | letzter Verein        |
| --------------- | ----------------- | ------------ | ------------ | ---------------- | --------------------- |
| Trainer         | Dietmar Kühbauer  | 04.04.1971   | Osterreich   | 07/2024          | LASK                  |
| Co-Trainer      | Hannes Jochum     | 08.01.1977   | Osterreich   | 06/2013          | Wolfsberger AC II     |
| Co-Trainer      | Manfred Nastl     | 02.01.1972   | Osterreich   | 07/2024          | LASK                  |
| Torwart-Trainer | Mario Krassnitzer | 25.07.1975   | Osterreich   | 07/2021          | Österreich U-18       |
| Athletiktrainer | Marcel Kuster     | 29.03.1988   | Osterreich   | 07/2019          | SK Austria Klagenfurt |

### Aktueller Kader
Stand: 20. August 2025
| Rücken- nummer | Name                   | Geburtsdatum | Nationalität   | beim Verein seit | letzter Verein              |
| Torhüter       | Torhüter               | Torhüter     | Torhüter       | Torhüter         | Torhüter                    |
| -------------- | ---------------------- | ------------ | -------------- | ---------------- | --------------------------- |
| 01             | Lukas Gütlbauer        | 06.12.2000   | Osterreich     | 07/2022          | SV Ried                     |
| 12             | Nikolas Polster        | 07.07.2002   | Osterreich     | 07/2024          | LASK                        |
| 21             | David Skubl            | 18.09.2001   | Osterreich     | 10/2020          | Wolfsberger AC II           |
| Verteidigung   |                        |              |                |                  |                             |
| 02             | Boris Matić            | 19.08.2004   | Serbien        | 07/2024          | FK Roter Stern Belgrad U-19 |
| 05             | Cheick Mamadou Diabaté | 01.01.2004   | Elfenbeinküste | 02/2024          | Maccabi Petach Tikwa        |
| 13             | Tobias Gruber          | 10.01.2005   | Osterreich     | 07/2023          | Wolfsberger AC II           |
| 22             | Dominik Baumgartner    | 20.07.1996   | Osterreich     | 09/2019          | VfL Bochum                  |
| 25             | Adama Dramé            | 05.01.2005   | Elfenbeinküste | 07/2025          | MŠK Žilina                  |
| 27             | Chibuike Nwaiwu        | 23.07.2003   | Nigeria        | 09/2024          | Enyimba FC                  |
| 31             | Fabian Wohlmuth        | 25.06.2002   | Osterreich     | 07/2025          | SV Ried                     |
| 37             | Nicolas Wimmer         | 15.03.1995   | Osterreich     | 07/2024          | SK Austria Klagenfurt       |
| 77             | René Renner            | 29.11.1993   | Osterreich     | 07/2025          | Buriram United              |
|                | Emmanuel Chukwu        | 07.11.2006   | Nigeria        | 08/2025          | TSG 1899 Hoffenheim (Leihe) |
| Mittelfeld     |                        |              |                |                  |                             |
| 06             | Florent Hajdini        | 02.09.2006   | Osterreich     | 08/2022          | Wolfsberger AC II           |
| 08             | Simon Piesinger        | 13.05.1992   | Osterreich     | 07/2022          | Randers FC                  |
| 10             | Donis Avdijaj          | 25.08.1996   | Kosovo         | 07/2025          | TSV Hartberg                |
| 18             | Alessandro Schöpf      | 07.02.1994   | Osterreich     | 02/2025          | Vancouver Whitecaps         |
| 20             | Dejan Zukić            | 07.05.2001   | Serbien        | 07/2024          | FK Vojvodina                |
| 30             | Marco Sulzner          | 02.07.2003   | Osterreich     | 07/2025          | LASK                        |
| 34             | Emmanuel Agyemang      | 03.01.2004   | Ghana          | 07/2024          | Wolfsberger AC II           |
| Angriff        |                        |              |                |                  |                             |
| 07             | Angelo Gattermayer     | 06.06.2002   | Osterreich     | 07/2024          | SV Waldhof Mannheim         |
| 11             | Thierno Ballo          | 02.01.2002   | Osterreich     | 07/2022          | FC Chelsea U-23             |
| 17             | David Atanga           | 25.12.1996   | Ghana          | 07/2024          | KV Ostende                  |
| 32             | Markus Pink            | 24.02.1991   | Osterreich     | 08/2024          | SV Sandhausen               |
| 47             | Erik Kojzek            | 02.01.2006   | Slowenien      | 07/2024          | Wolfsberger AC II           |

### Transfers
Stand: 20. August 2025
| Zugänge: | Abgänge: |
| Sommer 2025 | Sommer 2025 |
| --- | --- |
| - Donis Avdijaj (TSV Hartberg) - Emmanuel Chukwu (TSG 1899 Hoffenheim, Leihe) - Adama Dramé (MŠK Žilina) - René Renner (Buriram United) - Marco Sulzner (LASK) - Fabian Wohlmuth (SV Ried) | - Adis Jasic (al Ain Club) - Sankara Karamoko (FK IMT Belgrad, Leihe) - Pascal Müller (FC Hertha Wels) - Ervin Omić (Wisła Krakau) - Thomas Sabitzer (WSG Tirol) - Maximilian Scharfetter (SKU Amstetten) - Jonathan Scherzer (SV Ried) - Sandro Altunaschwili (vereinslos) - Anderson Niangbo (vereinslos) - Maximilian Ullmann (vereinslos) |

## Vorstand
- Dietmar Riegler (Präsident)
- Christian Puff (Vize-Präsident)
- Markus Perchthaler (Klubmanager)

Dietmar Riegler war schon als Spieler für den Wolfsberger AC aktiv. Als Präsident führte er den Club aus der 4. Liga bis in die Europa League und übernimmt außerdem die Aufgaben des Sportdirektors. Neben seiner Tätigkeit beim WAC ist er Geschäftsführer bei RZ Pellets, was zugleich der Hauptsponsor des Vereins ist.

## Bedeutende (ehemalige) Spieler
- Hannes Jochum (seit 2006): Jochum ist seit 2006 für den Verein tätig. Bis zu seinem Karriereende 2013 sammelte er 132 Einsätze für die Kampfmannschaft, Amateure und den SK St. Andrä. Seitdem ist er Co-Trainer und erlebte sämtliche Auf und Abs von der Seitenlinie aus.

- Christian Falk (2009–2014): Der gebürtige Hartberger kam 2009 vom Vöcklabrucker Sportclub und leistete mit seinen 18 Toren und acht Vorlagen den entscheidenden Beitrag zum Aufstieg in die Bundesliga 2012. Auch in der höchsten Spielklasse war der Mittelstürmer sehr erfolgreich. Er erreichte mit zehn Treffern in 17 Spielen einen Platz in der Spitzengruppe des Torjägerrankings. Aufgrund einer hartnäckigen Schambeinentzündung fiel er 2013 über sechs Monate aus. Er konnte im Anschluss nicht mehr an seine Leistungen anknüpfen und verließ das Team im Jahr 2014.

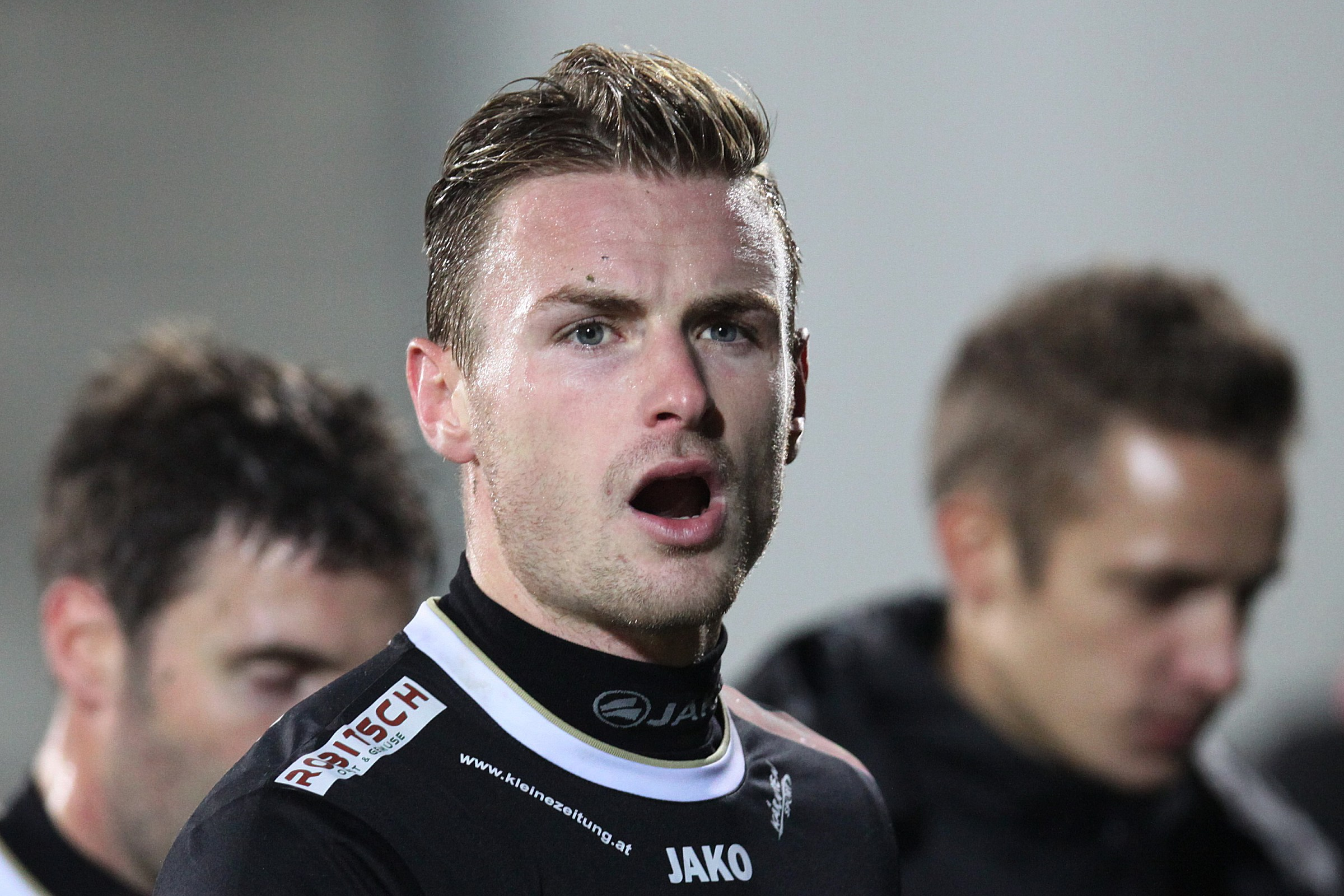
Sollbauer war von 2012 bis 2020 Kapitän des WACs

- Michael Sollbauer (2010–2020): Der langjährige Kapitän ist der Rekordspieler der Wölfe. Der St. Veiter kämpfte sich über den WSG Wietersdorf und den SK Austria Kärnten zum WAC, bei dem er seine erfolgreichsten Jahre erlebte. Durch seine Führungsqualität und seine Fannähe war Sollbauer einer der Publikumslieblinge. Nach 310 Spielen und zweier Europa-League-Teilnahmen entschied sich der Innenverteidiger 2020 für den Wechsel zum FC Barnsley.

- Jacobo Ynclan (2011–2017): Jacobos Dribblings waren bei den Gegnern stets gefürchtet, und er hatte wesentlichen Anteil an dem Aufstieg 2011 und dem Einzug in die Europa-League-Qualifikation 2015, aber auch an diversen Klassenerhalten in den Jahren davor und danach. Aufgrund eines persönlichen Konflikts mit dem damaligen Cheftrainer Heimo Pfeifenberger musste die Nummer 11 das Wolfsrudel 2017 unfreiwillig verlassen.[17] Im Anschluss wurde Pfeifenberger bis zu seiner Beurlaubung 2018 stark kritisiert, während man bei Ynclan (187 Spiele – 39 Tore, 34 Vorlagen) nach wie vor eine starke Verbindung zum Club sehen kann.

- Manuel Kerhe (2011–2015): Mit Kerhe gelang 2010 der Aufstieg in die 2. Liga, sowie der Aufstieg in die Bundesliga zwei Jahre darauf. Aufgrund seiner enormen Sprintstärke und des Einsatzes, spielte er sich in die Herzen der Fans. Nach 6 Jahren und 213 Spielen verließ er den Wolfsberger AC und wechselte zum LASK Linz.

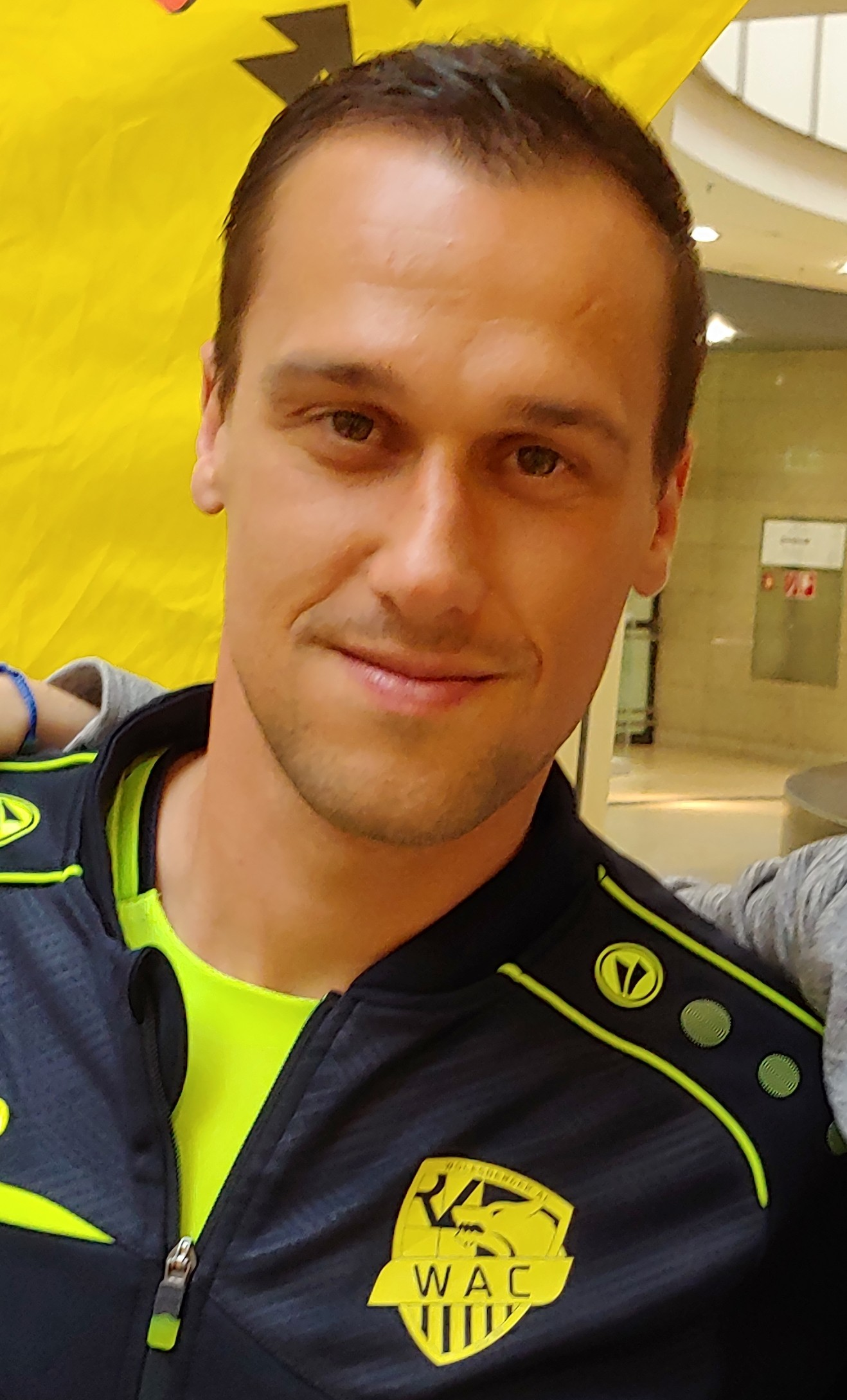
Michael Liendl

- Michael Liendl (2012–2014 & 2018–2022): In den Anfangsjahren seiner Karriere nutze Liendl die Lavanttaler als Sprungbrett für eine internationale Karriere. Nach Stationen bei TSV 1860 München, Fortuna Düsseldorf und FC Twente Enschede, kehrte der offensive Mittelfeldspieler zum WAC zurück. Ab der Saison 2018/19 war er der Anführer am Spielfeld und ist das Gesicht der erfolgreichsten Jahre der Vereinshistorie. Mit 69 Treffern ist er der erfolgreichste Torschütze der Vereinsgeschichte. Der Höhepunkt in der Karriere des Kapitäns war der Hattrick im Europa-League-Spiel gegen Traditionsverein Feyenoord Rotterdam 2020. Nach der Saison 2021/22 wurde sein auslaufender Vertrag nicht verlängert und er wechselte zum GAK.

- Christopher Wernitznig (2014–2022): „Wuschi“, wie ihn die Anhänger nennen, gehörte aufgrund seiner Vereinstreue zu den Publikumslieblingen des Vereins. Seit seinem Wechsel 2014 bestritt der Mittelfeldspieler über 250 Spiele in Schwarz/Weiß, in denen er über 50 Scorer erzielen konnte. Internationale Bekanntheit erlangte der Kärntner durch seine zwei herausgeholten Elfmeter im Spiel gegen Feyenoord Rotterdam 2020. Im Anschluss an die Begegnung gab es unzählige Hassnachrichten auf seinen Social-Media-Accounts, da die Fans des Gastgebers mit den Schiedsrichterentscheidungen nicht einverstanden waren.[18] Im Sommer 2022 wechselte er zu Lokalrivalen Austria Klagenfurt.

- Shon Weissman (2019–2020): Die Nummer 9 war der erste Bundesliga-Torschützenkönig des Vereins. Weissman war nur eine Saison für den Wolfsberger AC aktiv. Mit 30 Treffern 2019/20 war er der treffsicherste Torschützenkönig seit Salzburgs Jonatan Soriano (2015) und wechselte im Anschluss für eine Rekordablösesumme von 4 Millionen Euro zu Real Valladolid.

## Spielstätte

### Lavanttal-Arena

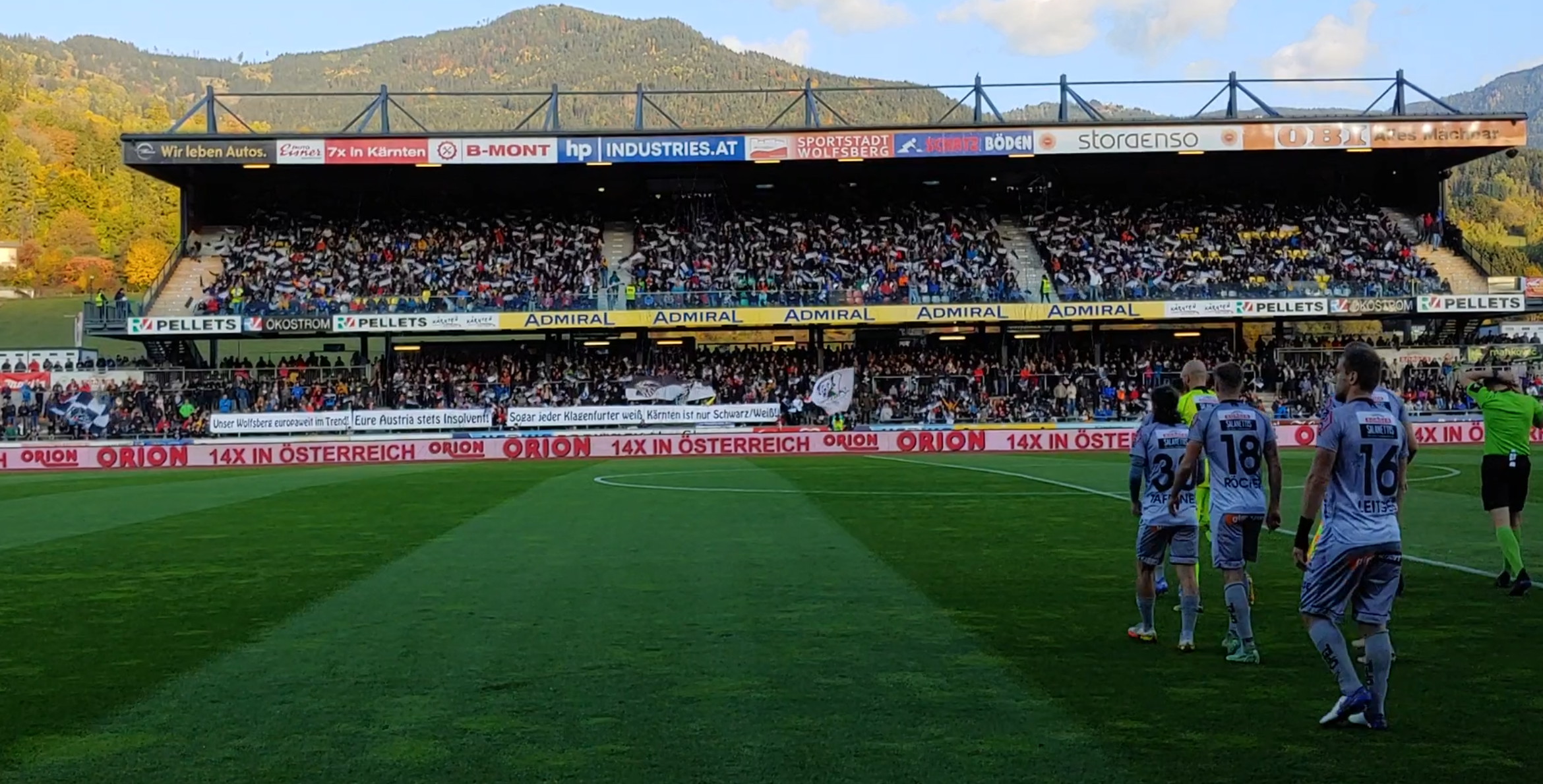
Fans beim Derby WAC-Klagenfurt

Die Lavanttal-Arena ist die Spielstätte des Wolfsberger ACs und liegt in der österreichischen Stadtgemeinde Wolfsberg im Bundesland Kärnten. Die Anlage bietet zwischen 7300 und 8100 Plätze. Da die Arena die UEFA-Vorgaben nicht erfüllt und der WAC seine Europa-League-Spiele in Klagenfurt und Graz austragen musste, wird zeitnah ein Ausbau angestrebt.

### Fans
Der älteste offizielle Fanclub, die Wolfsfront, wurde 2007 gegründet und befindet sich mit ihren Mitgliedern, ebenso wie alle anderen Fanclubs, auf der Osttribüne der Lavanttal-Arena. Obmann dieses Vereins ist Günter Monsberger, sein Vorgänger ist Stadionsprecher Martin Haider. Im Jahr 2020 wurde mit dem Block 1931 ein zweiter Fanclub gegründet. Seit 2024 bestehen mit dem Fanclub WAC der 12. Mann und dem Fanclub Schatteneinheit 94 zwei weitere Fanclubs. Letzterer ist die Hauptgruppe der OstKurve. Erzrivale ist der SK Austria Klagenfurt. Seit der Saison 2021/22 hat der WAC mit Marvin Kejzar einen eigenen Fan-Koordinator.

## II. Mannschaft
Die zweite Mannschaft des Wolfsberger AC spielt in der Regionalliga Mitte, der dritthöchsten Leistungsstufe. Zweck der Mannschaft ist, den Spielern den Übergang aus dem Nachwuchsbereich in den Profibereich zu ermöglichen.